# Пюжодран
Пюжодра́н (фр. Pujaudran) — коммуна во Франции, находится в регионе Юг — Пиренеи. Департамент — Жер. Входит в состав кантона Л’Иль-Журден. Округ коммуны — Ош.
Код INSEE коммуны — 32334.

## География

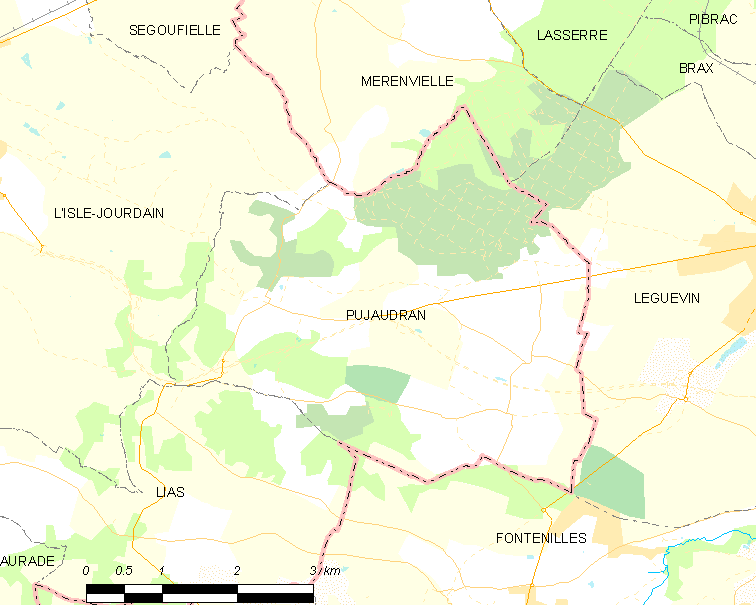
Карта коммуны

Коммуна расположена приблизительно в 600 км к югу от Парижа, в 24 км западнее Тулузы, в 50 км к востоку от Оша.

## Климат
Климат умеренно-океанический. Лето жаркое и немного дождливое, температура часто превышает 35 °С. Зимой часто бывает отрицательная температура и ночные заморозки. Годовое количество осадков — 700—900 мм.

## Население
Население коммуны на 2010 год составляло 1372 человека.
| 1962 | 1968 | 1975 | 1982 | 1990 | 1999 | 2010 |
| ---- | ---- | ---- | ---- | ---- | ---- | ---- |
| 353  | 344  | 422  | 660  | 816  | 899  | 1372 |

## Администрация
| Период | Период | Фамилия    | Партия | Примечания |
| ------ | ------ | ---------- | ------ | ---------- |
| 2001   | 2008   | Рене Перен |        |            |
| 2008   | 2020   | Роже Эниже |        |            |

## Экономика
В 2010 году среди 930 человек трудоспособного возраста (15-64 лет) 701 были экономически активными, 229 — неактивными (показатель активности — 75,4 %, в 1999 году было 72,3 %). Из 701 активных жителей работали 667 человек (366 мужчин и 301 женщина), безработных было 34 (11 мужчин и 23 женщины). Среди 229 неактивных 84 человека были учениками или студентами, 66 — пенсионерами, 79 были неактивными по другим причинам.

## Фотогалерея

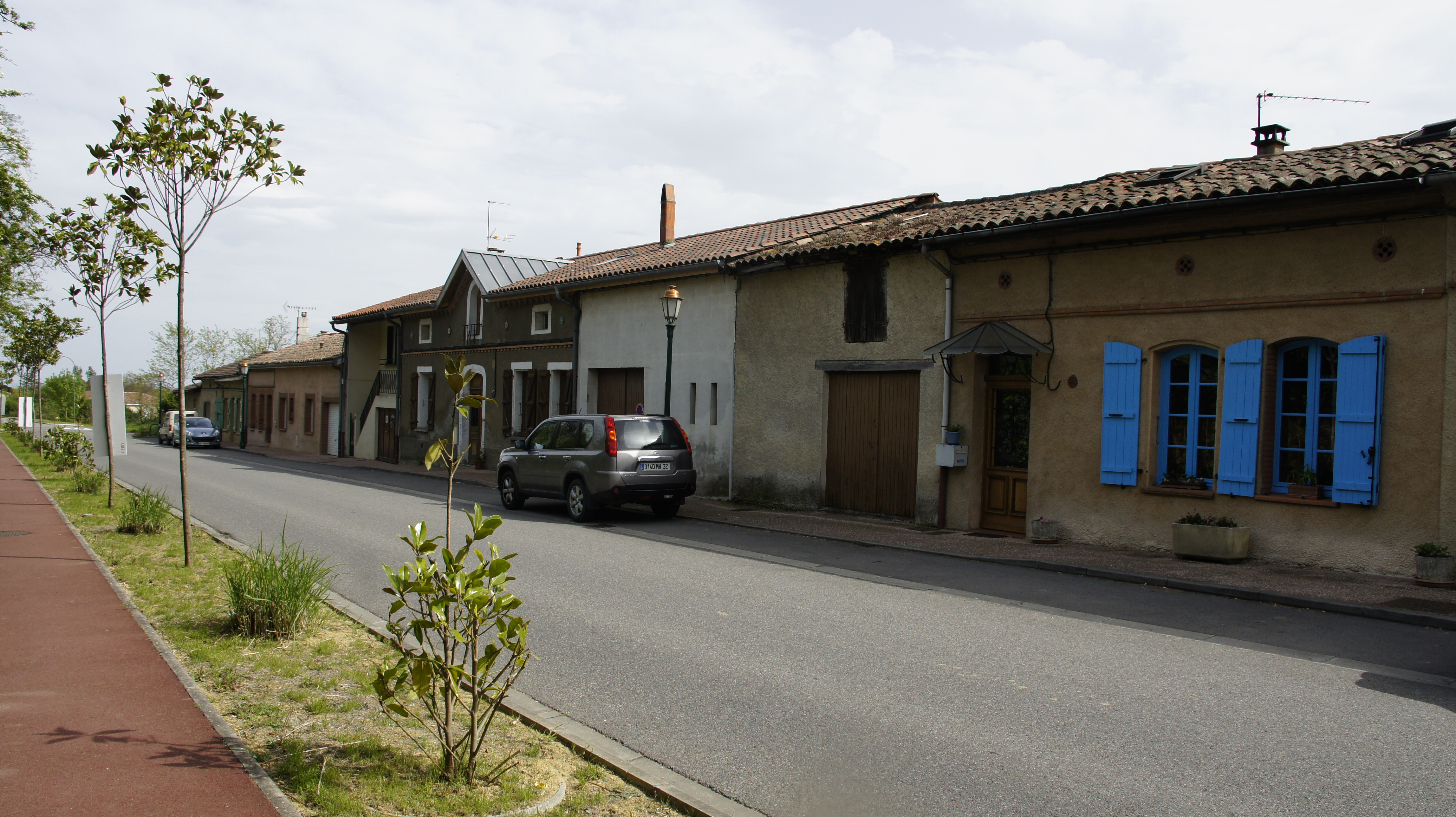
Пюжодран
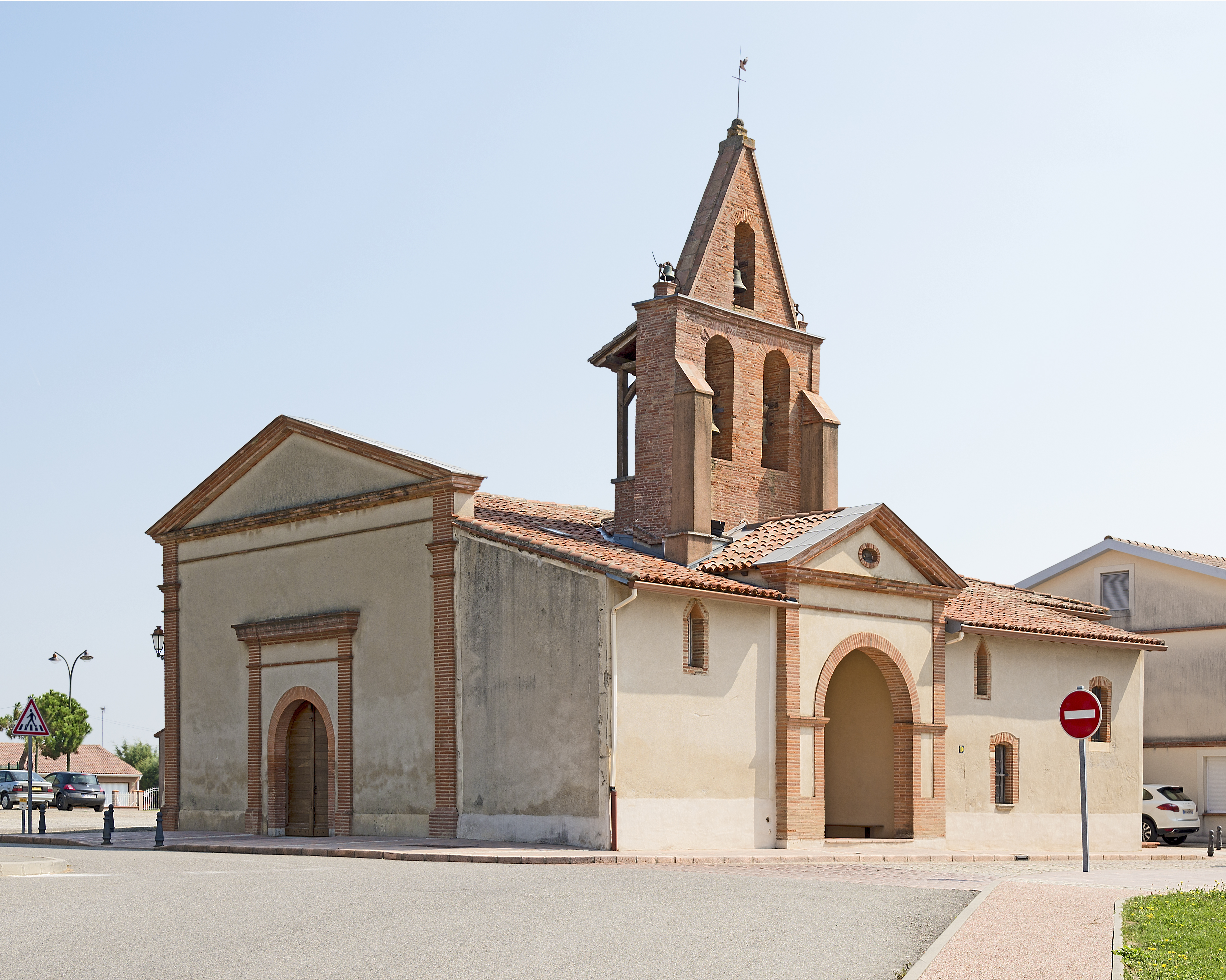
Церковь
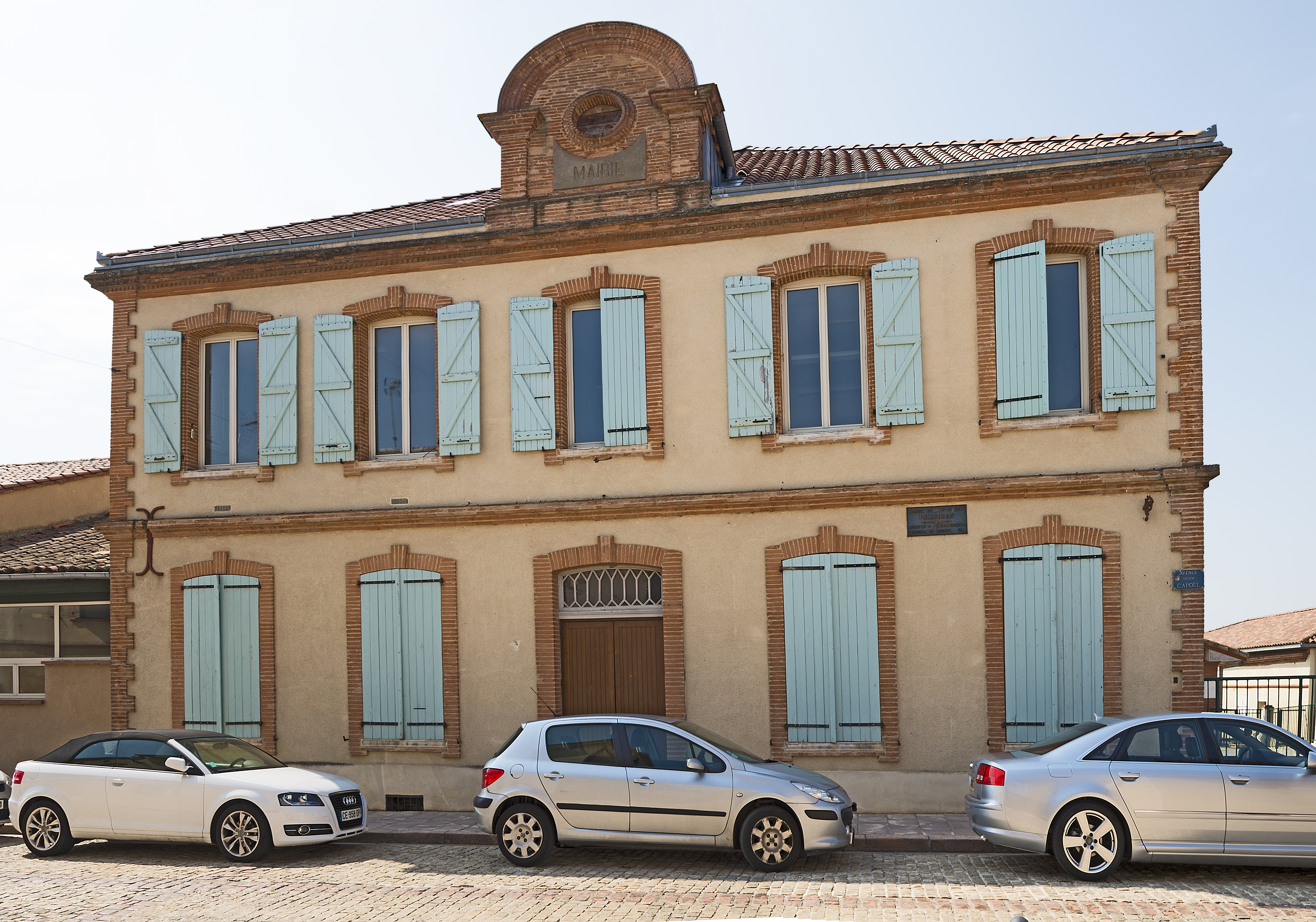
Мэрия
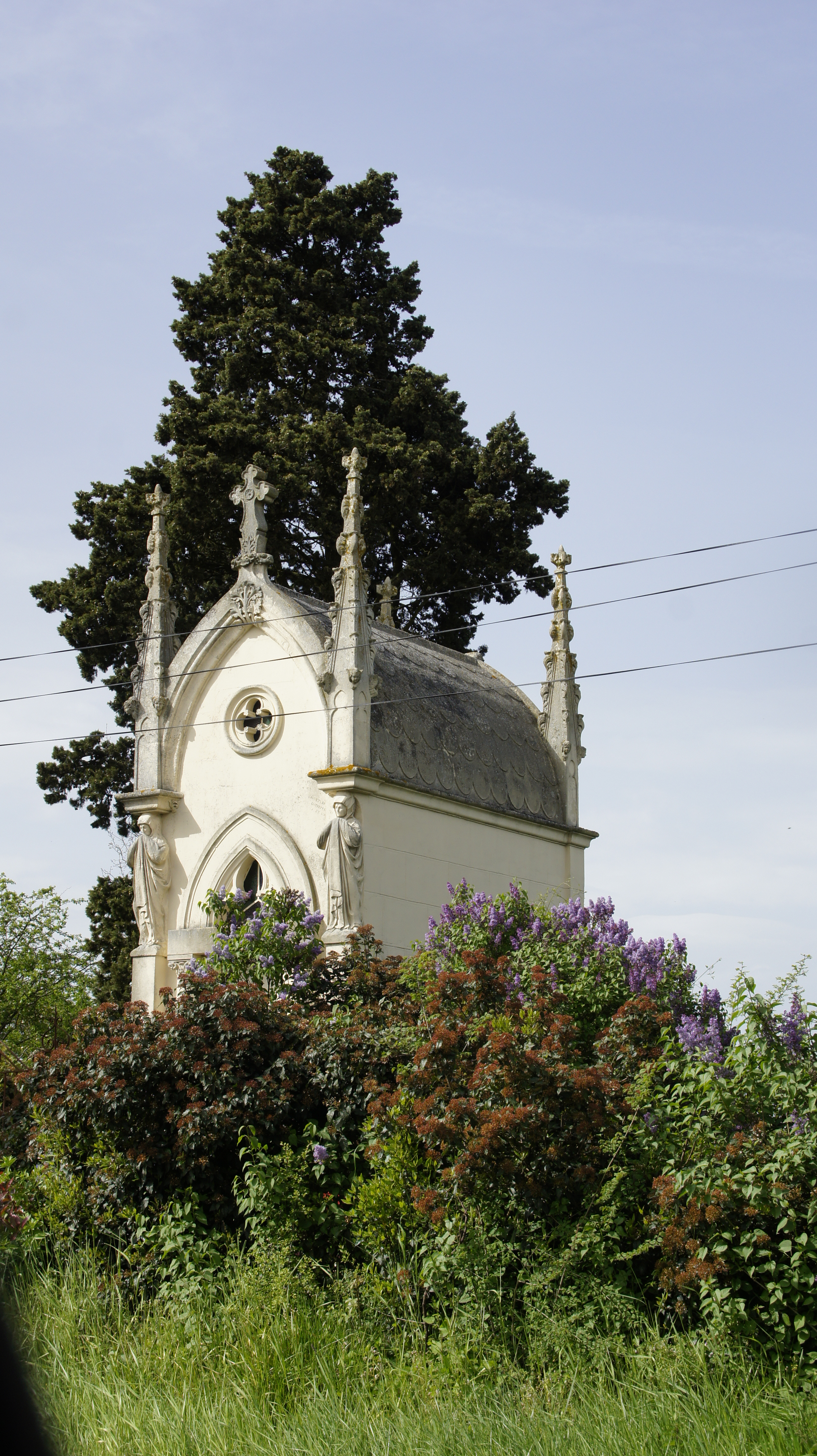
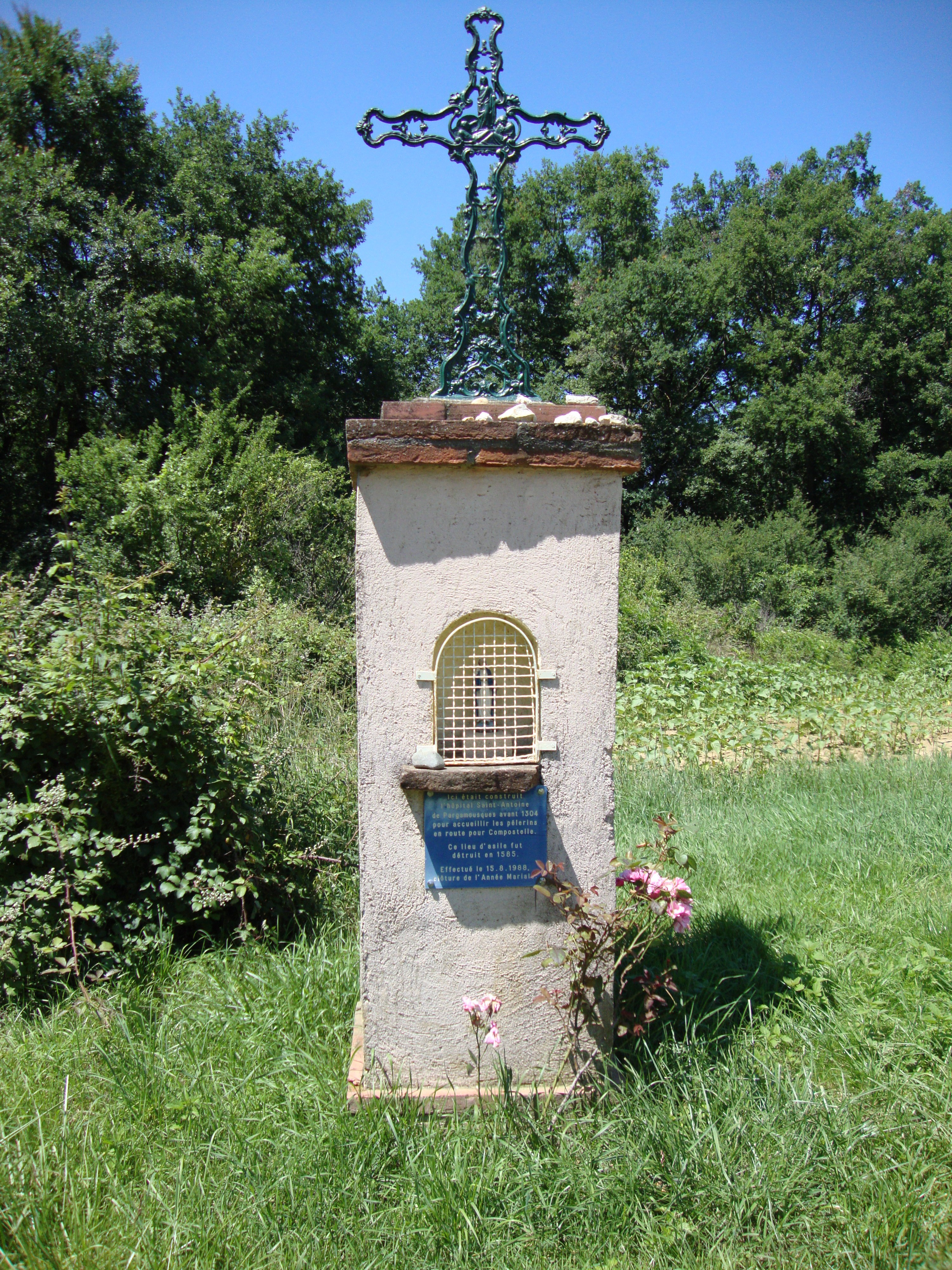
Ораторий
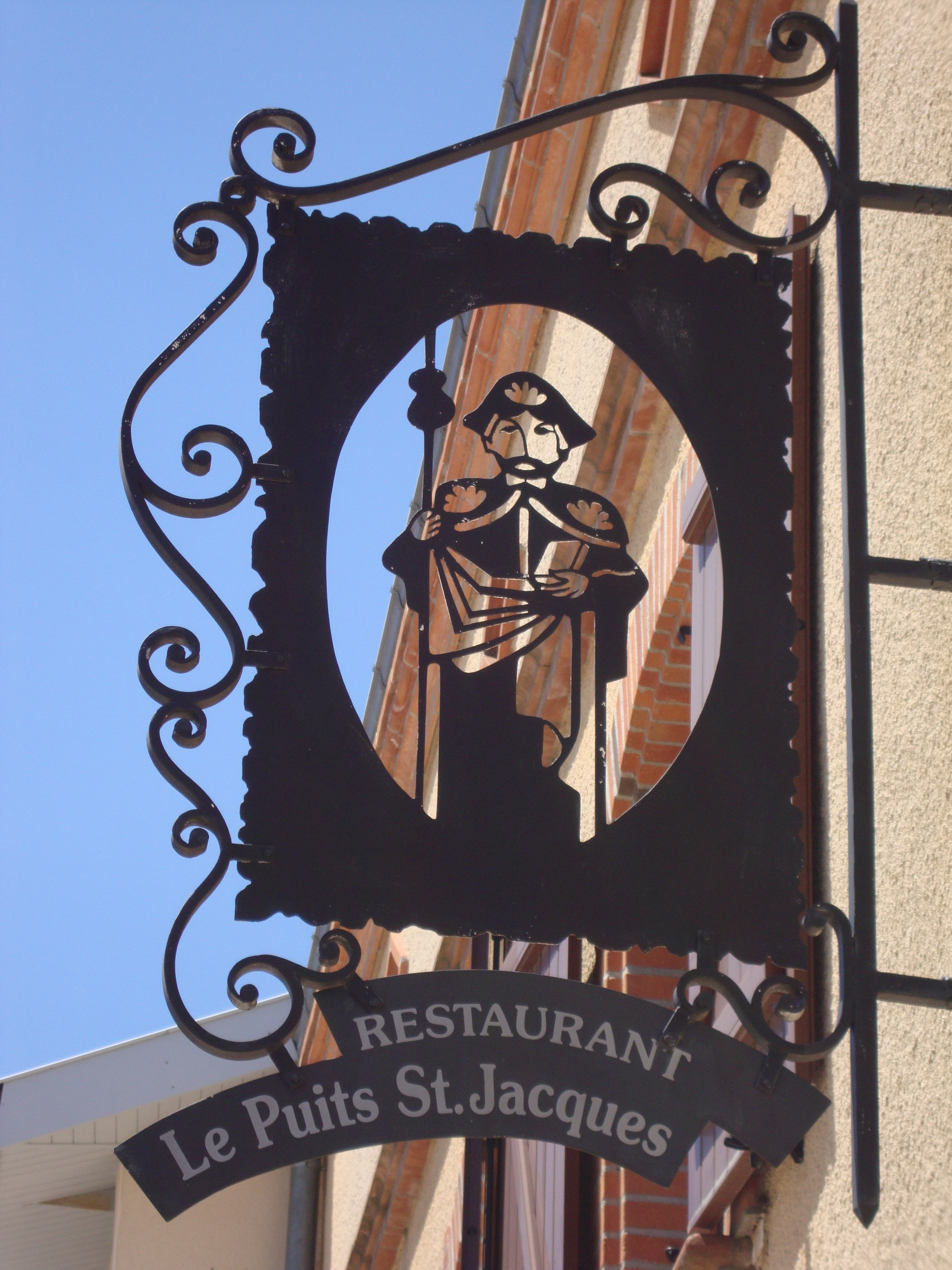